# Dienci, Olt
Dienci este un sat în comuna Vulturești din județul Olt, Muntenia, România.